# 普州
普州（ふしゅう）は、中国にかつて存在した州。南北朝時代から南宋にかけて、現在の四川省資陽市一帯に設置された。

## 概要
575年（建徳4年）、北周により設置された。
隋初には、普州は2郡4県を管轄した。605年（大業元年）、普州は廃止され、その管轄区域は資州に移管された。
619年（武徳2年）、唐により資州の安岳・隆康・安居・普慈の4県が分割されて普州が置かれた。742年（天宝元年）、普州は安岳郡と改称された。758年（乾元元年）、安岳郡は普州の称にもどされた。普州は剣南道に属し、安岳・普康・安居・普慈・楽至・崇龕の6県を管轄した。
宋のとき、普州は潼川府路に属し、安岳・石羊・安居・楽至の4県を管轄した。1256年（宝祐4年）、南宋により普州は廃止された。